# Edwin Bingham Copeland
Edwin Bingham Copeland (1873 – 1964) foi um botânico e agrônomo norte-americano.